# Rudolf Oswaldo Hesse
Rudolf Oswald Hesse (Reinswalde, 11 de agosto de 1820 – Blumenau, 25 de novembro de 1879) foi o primeiro pastor luterano na Colônia de Blumenau entre o período de 1857 a 1879, tendo acompanhado os primeiros anos de crescimento da cidade, auxiliando o Dr. Hermann Blumenau na solicitação de dinheiro na construção de um templo para os cultos. Destacou-se na formação espiritual dos primeiros imigrantes alemães que chegaram. Nas primeiras décadas da imigração, quando as grandes dificuldades geradas pela falta de dinheiro, de estrutura e pela força inclemente da natureza castigavam a alma do colono alemão, Hesse trouxe o conforto e a esperança para o núcleo de imigrantes.

## Origem e infância
Nascido na cidade de Reinswalde, perto de Sorau, no reino da Prússia. Seu pai Friedrich August Hesse, era professor no local. Dos anos de 1835 a 1840, Oswald frequentou o ginásio de Sorau. Anos mais tarde de formou na universidade de Breslau em Filosofia e Teologia.

## Pastor no Brasil
Desde a fundação da cidade de Blumenau, entre os período 1850 a 1857, não tinha nenhum pastor na comunidade. A convite pelo Dr. Blumenau, embarca na Alemanha saindo do Porto de Hamburgo, no dia 7 de maio de 1857 com o Navio Caroline, junto com sua esposa Ida Hesse e com seus filhos Jorge Hesse com quatro anos e Maria Hesse com três anos. Durante a travessia do oceano, teve oportunidade de prestar serviços como pastor, realizando o batismo da criança Peter Carl Waldemar Bruno nascido a bordo do navio. Aportam primeiro no porto de Desterro, no dia 15 de julho de 1857 e chegam a colônia de Blumenau no dia 29 de julho de 1857 junto com os outros 78 passageiros, todos de religião luterana.

## Primeiro culto

Retrato dos amigos do Pastor Hesse.
Esquerda para direita primeira fileira: Gustav Spierling (chapéu), Carl Friendenreich (chapéu segurando cachorro), Marcos Breithaupt, Wilhelm Friendenreich (blaser preto fechado), Hermann Waldeburg (segurando chapéu na mão). Esquerda para direita segunda fileira: Bernard Knoblauch (segurando copo), Carl Meyer, Rudolf Oswald Hesse, Victor Gürtner (apoiado no pastor). Fotografia do ano 1867.

O primeiro culto da colônia de Blumenau aconteceu no dia 9 de agosto de 1857 em um barracão de madeira, cujo salão foi transformado em templo, muito bem enfeitado com flores para representar alegria, reunindo os fieis para uma motivação espiritual e continuar na luta de desbravar a cidade. No altar com uma simples mesa, coberta com toalha de linho branco e vasos de flores e castiçais. A partir deste marco que é a data oficinal de Fundação Evangélica em Blumenau. O fato histórico na Colônia, teve leitura bíblica e incentivo aos emigrantes que também ali chegaram para continuar no entusiasmo para o desbravamento da cidade. Dr. Blumenau mandou construir uma casa pastoral onde o o pastor com sua família foram morar, por meio financeiros particulares ficando pronta em 1858. Durante esse período morava no barracão de madeira junto com os outros moradores da cidade. Dr. Blumenau também ordenou a construção de um tempo provisório, onde pudessem ser realizados os cultos, ficando onde hoje é o cemitério da igreja, aos fundos. Anos mais tarde Dr. Blumenau doou um terreno com a área de 2.360.000 metros quadrados, ao fundo do Ribeiro Fresco.

## Igreja do Espirito Santo
Com a aprovação de D. Pedro II no dia 10 de novembro de 1865, através do decreto imperial, foi mandado construir um templo evangélico em Blumenau. Durante esse tempo, como não havia igreja, ele viajava nos bairros da colônia, visitando os moradores e realizando anotações em seu caderno em alemão do tipo gótico, como nascimentos, casamentos e falecimentos que haviam ocorrido durante seu percurso. Somente em 23 de setembro de 1868, na cerimonia de lançamento da pedra fundamental da primeira igreja evangélica, o pastor proferiu um sermão radiante, que acabou se eternizando dentro da comunidade luterana da Colônia. Foi encerrado na pedra fundamental, como documento da história de Blumenau. 
A Igreja do Espírito Santo demorou quase 10 anos para ser erigida, face á escassez de verbas provenientes do Império. No dia 23 de setembro de 1877, um sermão de satisfação e júbilo inaugurou o espaço tão esperado pelos luteranos. Infelizmente, os sermões do pastor Hesse só ecoariam no templo por pouco mais de dois anos a Igreja recebeu o Nome de  Espírito Santo.

## Morte
No dia 25 de novembro de 1879, o pastor acabou falecendo e ficou como legado suas intensas pregações a esperança e o  conforto que os colonos necessitavam. Uma figura de espírito alegre e liberal, que exalava o humor e a esperança nas rodas de conversas. Também ficaram as atividades humanitárias. Era o primeiro a auxiliar os espíritos castigados e desamparados da colônia. Sua influencia foi fundamental na construção de novas igrejas e das novas comunidades evangélicas que surgiram.
Junto com a evolução espiritual, veio também o desenvolvimento da vida cultural e social do município. Hesse, por exemplo, teve papel fundamental na criação da Sociedade de Canto Germânia, uma precursora da Sociedade Dramático - Musical Carlos Gomes.O pastor também foi personagem capital da educação, criando em 1862, a casa d’escola, habitações que eram utilizadas no ensino das crianças,  Ela se situava na colina onde atualmente está a Igreja Evangélica-Luterana do município, na Rua Amazonas.

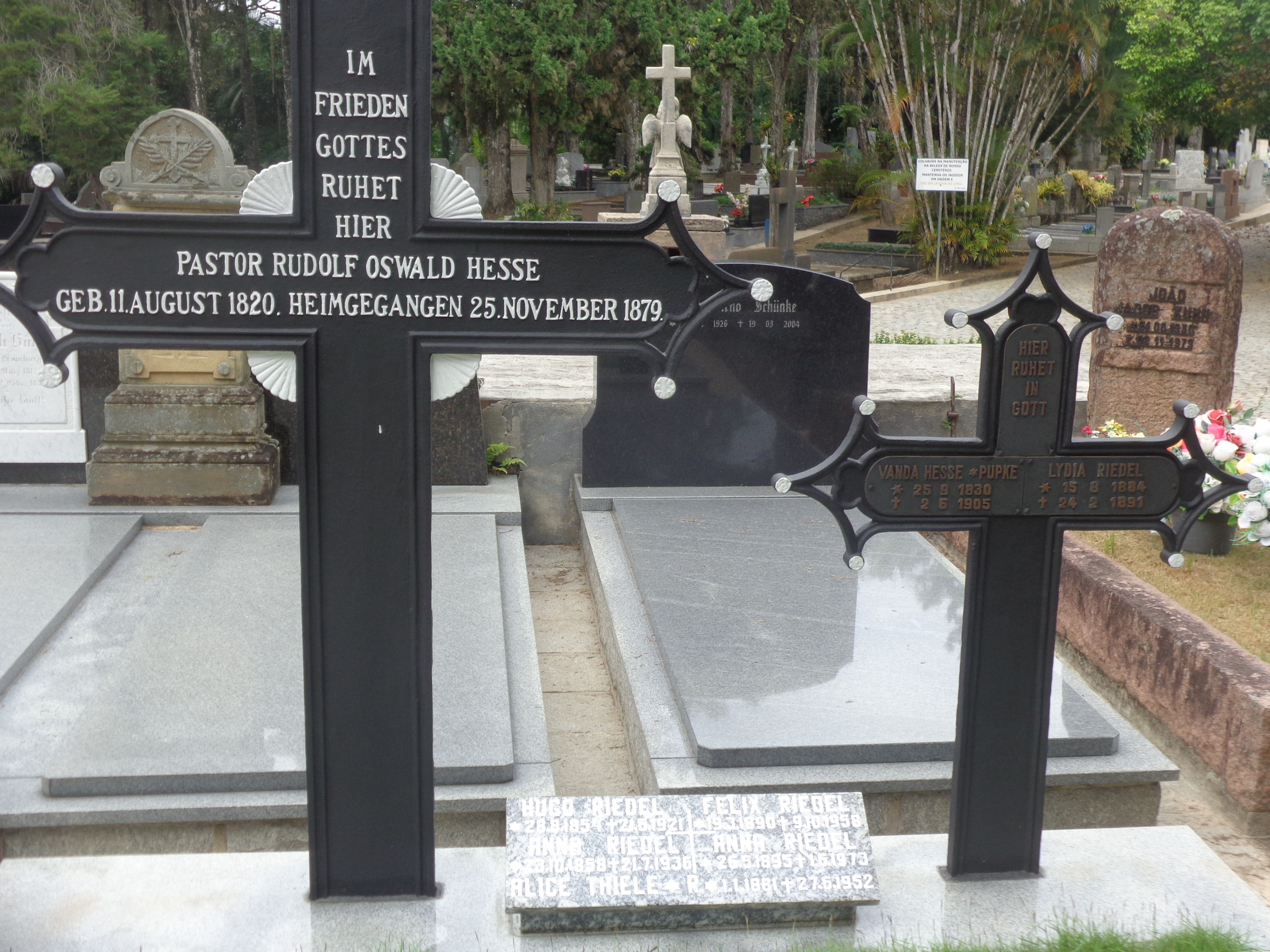
Sepultura no Cemitério Evangélico Blumenau Centro

Durante sua passagem na colônia no período de 22 anos, o pastor celebrou:
- 3794 batizados
- 910 matrimônios
- 995 confirmações